# Antología (canção de Shakira)
"Antología" é uma canção gravada pela artista musical colombiana Shakira, tirada de seu terceiro álbum de estúdio, Pies Descalzos. Foi lançado em 1997 pela Sony Music e Columbia Records, como o quinto single do álbum. A música foi escrita e produzida por Shakira, com produção adicional de Luis Fernando Ochoa. "Antología" é uma balada de pop latino, que discute liricamente, uma apreciação pelo conhecimento que uma namorada compartilhou. É uma das canções de assinatura da Shakira na América Latina.

## Antecedentes e desenvolvimento
Em 1990, Shakira, de treze anos, assinou um contrato de gravação com a Sony Music e lançou seu primeiro álbum de estúdio Magia em 1991, que consistiu em grande parte em faixas que havia escrito desde os oito anos de idade. Comercialmente, o projeto fracassou, vendendo um incrível 1.200 exemplares na terra natal, na Colômbia. Seu segundo disco Peligro foi lançado em 1993 e sofreu um fracasso semelhante. Conseqüentemente, Shakira tirou um hiato de dois anos, permitindo que ela completar sua educação secundária.
Tentando recomeçar sua carreira, Shakira lançou seu primeiro álbum de estúdio por uma grande gravadora Pies descalzos em 1995, pela Sony Music e Columbia Records. Assumindo uma posição proeminente em sua produção, ela co-escreveu e co-produziu cada uma das onze faixas incluídas no disco. Servido como o quinto single do projeto, "Antología" teve produção adicional de Luis Fernando Ochoa. A faixa é fortemente influenciada por elementos de pop latino e faz uso de instrumentação proeminente de guitarra. Liricamente, ele discute a apreciação do conhecimento que uma namorada adquire.

## Desempenho nas tabelas musicais

### Paradas semanais
| Chart (1997)                                 | Maior posição |
| -------------------------------------------- | ------------- |
| Estados Unidos (Billboard Hot Latin Songs)   | 15            |
| Estados Unidos (Billboard Latin Pop Airplay) | 3             |